# Hylesia
Hylesia is een geslacht van vlinders van de familie nachtpauwogen (Saturniidae), uit de onderfamilie Hemileucinae.

## Soorten
- H. acuta Druce, 1886
- H. aeneides (Druce, 1897)
- H. alinda Druce, 1886
- H. alticola Lemaire, 1988
- H. amazonica Draudt, 1929
- H. anchises Lemaire, 1988
- H. andensis Lemaire, 1988
- H. andrei Dognin, 1923
- H. angulex Draudt, 1929
- H. annulata Schaus, 1911
- H. approximans Walker, 1855
- H. ascodex Dyar, 1913
- H. athlia (Dyar, 1913)
- H. beneluzi Lemaire, 1988
- H. bertrandi Lemaire, 1982
- H. biolleya Schaus, 1927
- H. bolivex Dognin, 1922
- H. bouvereti Dognin, 1889
- H. canitia (Cramer, 1780)
- H. caripitox Orfila, 1952
- H. caucanex Draudt, 1929
- H. cedomnibus Dyar, 1913
- H. coarya Schaus, 1932
- H. coex Dyar, 1913
- H. coinopus Dyar, 1913
- H. colimatifex Dyar, 1913
- H. colombex Dognin, 1923
- H. colombiana Dognin, 1922
- H. composita Dognin, 1912
- H. continua (Walker, 1865)
- H. corevia Schaus, 1900
- H. cottica Schaus, 1932
- H. cressida Dyar, 1913
- H. croex Schaus, 1921
- H. chirex Schaus, 1921
- H. dalifex Dognin, 1916
- H. dalina Schaus, 1911
- H. darlingi Dyar, 1915
- H. daryae Decaens, Bonilla & Wolfe, 2003
- H. derica Schaus, 1940
- H. discifex Draudt, 1929
- H. discutex Draudt, 1929
- H. dognini Bouvier, 1930
- H. dyarex Schaus, 1921
- H. ebalus (Cramer, 1775)
- H. egrex Draudt, 1929
- H. erebus Bouvier, 1930
- H. ernestonis Strand, 1920
- H. euphemia Dyar, 1913
- H. extremex Naumann, Brosch & Wenczel, 2005
- H. falcifera (Hübner, 1825)
- H. fallaciosa Lemaire, 2002
- H. frederici Lemaire, 1993
- H. frigida Schaus, 1911
- H. fulviventris Berg, 1883
- H. funebris Conte, 1906
- H. gamelioides Michener, 1952
- H. gigantex Draudt, 1929
- H. gracilex Dognin, 1923
- H. guayanensis Draudt, 1929
- H. gyrex Dyar, 1913
- H. hamata Schaus, 1911
- H. hawksi Lemaire, Wolfe & Monzon, 2001
- H. haxairei Lemaire, 1988
- H. hubbelli Lemaire, 1982
- H. humilis Dognin, 1923
- H. huyana Schaus, 1932
- H. ileana Schaus, 1932
- H. index Dyar, 1913
- H. indiviosa Dyar, 1915
- H. indurata Dyar, 1910
- H. inficita (Walker, 1865)
- H. invidiosa Dyar, 1914
- H. iola Dyar, 1913
- H. lamis Cramer, 1780
- H. latex Draudt, 1929
- H. lebedoides Bouvier, 1930
- H. leilex Dyar, 1913
- H. lilacina Dognin, 1912
- H. lilacinex Draudt, 1929
- H. lilex Dognin, 1923
- H. lineata Druce, 1886
- H. liturex Dyar, 1913
- H. livex Dyar, 1913
- H. lolamex Dyar, 1913
- H. macellex Draudt, 1929
- H. margarita Dognin, 1901
- H. maurex Draudt, 1929
- H. medifex Dognin, 1916
- H. melanops Lemaire, 2002
- H. melanostigma (Herrich-Schäffer, 1855)
- H. metabus (Cramer, 1775)

- H. metapyrrha (Walker, 1855)
- H. minasia Schaus, 1921
- H. mixtiplex Dognin, 1916
- H. molpex Dyar, 1913
- H. moronensis Lemaire, 1976
- H. mortifex Dyar, 1913
- H. multiplex Schaus, 1907
- H. munonia Schaus, 1927
- H. murex Dyar, 1913
- H. muscula Vuillot., 1893
- H. muzoensis Draudt, 1929
- H. mymex Dyar, 1913
- H. mystica Dyar, 1913
- H. nanus (Walker, 1855)
- H. natex Draudt, 1929
- H. nigricans Berg, 1875
- H. nigridorsata Dognin, 1912
- H. nigripes Draudt, 1929
- H. novex Dognin, 1922
- H. oblonga Lemaire, 2002
- H. obsoleta Cramer, 1780
- H. obtusa Dognin, 1923
- H. ochrifex Dyar, 1913
- H. olivenca Schaus, 1927
- H. omeva Dyar, 1916
- H. oratex Dyar, 1913
- H. orbana Schaus, 1932
- H. orbifex Dyar, 1913
- H. oroyex Dognin, 1922
- H. pachobex Dognin, 1920
- H. palcazua Schaus, 1927
- H. pallidex Dognin, 1923
- H. paraguayensis Lemaire, 2002
- H. paulex Dognin, 1922
- H. pauper Dyar, 1913
- H. pearsoni Lemaire, 2002
- H. peigleri Lemaire, 2002
- H. penai Lemaire, 1988
- H. peruvex Draudt, 1929
- H. petena Schaus, 1927
- H. pluto Dognin, 1922
- H. polyploca Draudt, 1929
- H. praeda Dognin, 1901
- H. propex Draudt, 1929
- H. pseudomoronensis de Camargo, 2007
- H. purpurex Bouvier, 1930
- H. remex Dyar, 1913
- H. rex Dyar, 1913
- H. rosacea Schaus, 1911
- H. roseata Dognin, 1914
- H. rosex Bouvier, 1930
- H. rubrifrons Schaus, 1911
- H. rubriprocta Bouvier, 1930
- H. rufex Draudt, 1929
- H. rufipes Schaus, 1911
- H. santaelenensis Lemaire, 1988
- H. scalex Draudt, 1929
- H. scortina Draudt, 1929
- H. schausi Dyar, 1913
- H. schuessleri Strand, 1934
- H. schussleri Strand, 1934
- H. sesostris Vuillot., 1893
- H. sorana Schaus, 1927
- H. subaurea Schaus, 1900
- H. subcana (Walker, 1855)
- H. subcottica Lemaire, 2002
- H. subfasciata Dognin, 1916
- H. tapabex Dyar, 1913
- H. tapareba Dyar, 1913
- H. tendex Draudt, 1929
- H. teratex Draudt, 1929
- H. terranea Schaus, 1906
- H. terrosex Dognin, 1916
- H. thaumex Draudt, 1929
- H. tinturex Schaus, 1921
- H. tiphys Dognin, 1916
- H. travassosi Lemaire, 1988
- H. tristis Bouvier, 1929
- H. umbrata Schaus, 1911
- H. umbratula Dyar, 1915
- H. vagans Walker, 1855
- H. valvex Dyar, 1913
- H. vassali Lemaire, 1988
- H. venezuelensis Lemaire, 2002
- H. vespex Dognin, 1923
- H. vialactea Draudt, 1929
- H. vindex Dyar, 1913
- H. violacea Bouvier, 1930
- H. violex Draudt, 1929
- H. vittex Draudt, 1929
- H. wagneri Bouvier, 1923
- H. zonex Draudt, 1929